# Lawrence Nunatak
Il Lawrence Nunatak è un nunatak, o picco roccioso isolato, alto 1.540 m, situato lungo una scarpata ghiacciata che si sviluppa in direzione sudovest, 6 km a ovest dello Snake Ridge, nel Patuxent Range, nei Monti Pensacola, in Antartide. 
Il nunatak è stato mappato dall'United States Geological Survey (USGS) sulla base di rilevazioni e foto aeree scattate dalla U.S. Navy nel periodo 1956-66.
La denominazione è stata assegnata dall'Advisory Committee on Antarctic Names (US-ACAN), in onore di Lawrence E. Brown, agrimensore che soggiornò presso la Stazione Palmer nell'inverno del 1966.